# Laguna Incachaca
Incachaca oder Inkachaka (Aymara und Quechua: Inka, chaka Brücke) ist ein Stausee in Bolivien und liegt in der Provinz Murillo im Departamento La Paz, fünfzehn Kilometer nordöstlich der Metropole La Paz auf einer Höhe von 4369 m. Die am Südrand des Sees gelegene Staumauer wurde 1990 vollendet, der See bedeckt eine Fläche von 33,2 km².